# Podstolice (powiat wrzesiński)
Podstolice – wieś w Polsce położona w województwie wielkopolskim, w powiecie wrzesińskim, w gminie Nekla.
W latach 1975–1998 miejscowość należała administracyjnie do województwa poznańskiego.
Przez miejscowość przebiega Szlak Osadnictwa Olęderskiego w Gminie Nekla oraz droga krajowa nr 92. Przy tej drugiej w pierwszej połowie lat 70. XX wieku powstał kombinat gastronomiczno-hotelowy, którego nie planowano w projekcie drogi. Obiekt zbudowano po objeździe nowo otwartej szosy przez Edwarda Gierka, który miał podówczas stwierdzić: Wiecie towarzysze, a tu gdzieś na trasie przydałaby się jakaś restauracja z małym hotelem. Gierkowi obiecano wtedy, że za rok zostanie zaproszony na poczęstunek do tej restauracji. Projekt przygotowano w Inwestprojekcie Poznań i błyskawicznie zrealizowano w technologii płyty winogradzkiej. Budowa trwała dziewięć miesięcy, a kompleks składał się z restauracji, baru, kawiarni i hotelu na 97 miejsc. W otwarciu udział wziął m.in. minister Kazimierz Barcikowski.